# Porco pirapetinga
Porco pirapetinga ou porco pirapitinga é uma raça de suídeo surgida no Brasil. Já teve grande importância econômica e alimentícia, porém é um animal em vias de extinção, com poucos exemplares remanescentes.

## História
Desde o descobrimento do Brasil, os portugueses trouxeram diversos porcos de diferentes tipos que foram deixados no país em diferentes regiões, no que tiveram que se adaptar e sobreviver, desenvolvendo-se por séculos, resultando nos animais atuais. O porco pirapetinga surgiu na zona da mata, na bacia do rio Pirapetinga, por isto recebeu este nome. Com a integração da agroindústria a partir de 1970, interessou-se em melhorar a suinocultura brasileira com a importação de porcos estrangeiros mais produtivos, prolíficos e de aptidão para carne, deste modo os porcos foram divididos em 3 tipos: carne, misto e banha. Com a valorização de raças do tipo carne, a grande maioria dos porcos nativos - a exemplo do porco canastrão, porco canastra e o porco caruncho - perderam espaço por ser do tipo banha, com algumas raças provavelmente já extintas ou à beira da extinção.

## Características e utilidades
Era um porco muito utilizado para produção de banha, produzindo toucinho de excelente qualidade. É considerado de porte pequeno ou médio. Sua cor predominante é preta ou arroxeada.
Com a grande controvérsia a respeito do uso de gordura animal ou de gordura vegetal e suas consequências para a saúde humana que dominou a literatura científica nas últimas décadas, com recentes estudos indicando que a banha de porco não é prejudicial como se supunha antigamente com algumas pesquisas apontando que os óleos vegetais têm características que são prejudiciais a saúde, o mercado de banha de porco vem crescendo novamente aos poucos e raças produtoras de banha podem voltar a ser economicamente viáveis e importantes.

## Recuperação e importância genética
Existe uma atual valorização de animais nativos por conta das suas características genéticas únicas que podem ser úteis para aprimoramento animal. Um eventual trabalho de recuperação do porco pirapetinga, com levantamento daqueles animais considerados puros ou mestiçados, poderia resultar em um programa de resgate que, a depender dos resultados, poderia ser muito interessante para a suinocultura de modo geral.